# Bilar, Bohol
Bilar là đô thị hạng 5 ở tỉnh Bohol, Philippines. Theo điều tra dân số năm 2007, đô thị này có dân số 17.078 người.

## Các đơn vị hành chính
Bilar về mặt hành chính được chia thành 19 khu phố (barangay).

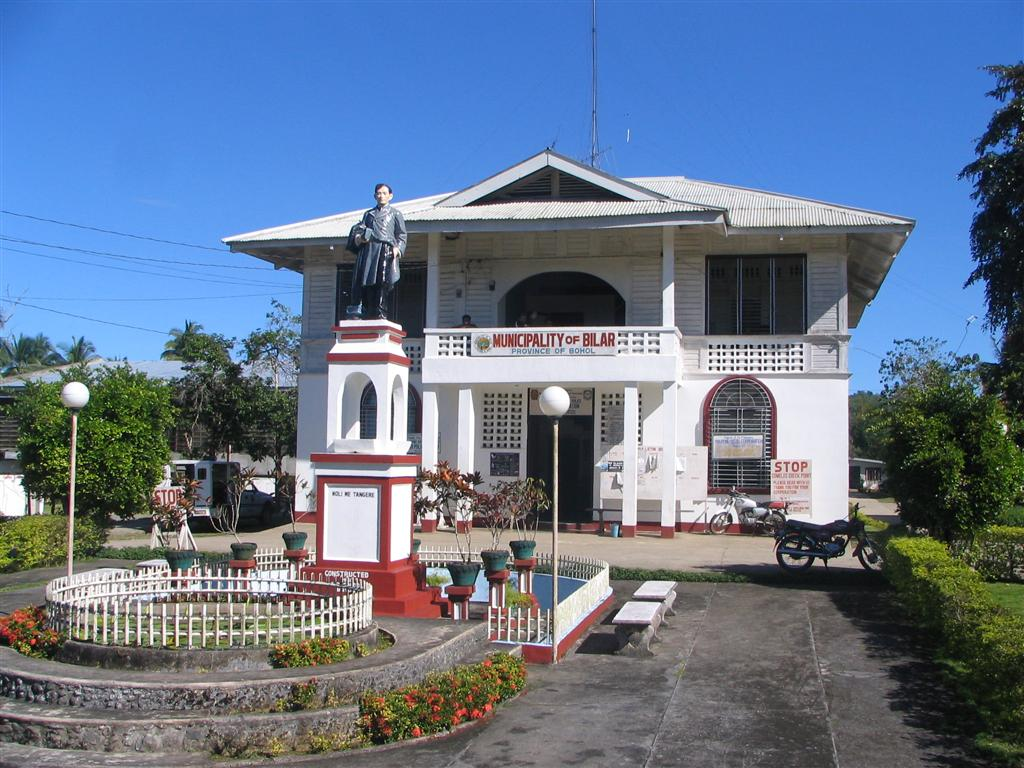
Toà nhà đô thị Bilar

| - Bonifacio - Bugang Norte - Bugang Sur - Cabacnitan (Magsaysay) - Cambigsi - Campagao - Cansumbol - Dagohoy - Owac - Poblacion | - Quezon - Riverside - Rizal - Roxas - Subayon - Villa Aurora - Villa Suerte - Yanaya - Zamora |